# Хронологія Ленінопаду (2015)
У цій статті в хронологічному порядку наведено перелік подій, які відбувалися в рамках Ленінопаду в 2015 році. Перший головний розділ вміщує демонтажі, знесення та повалення пам'ятників Володимиру Леніну. Окремими розділами наведені події демонтажів та повалень пам'ятників іншим комуністичним діячам, а також ліквідації радянських символів під час Ленінопаду. Окрім того, окремо наведено перелік подій, під час яких демонтажам, знесенням чи пошкодженням яких чинили опір. Перелік подій, дата яких невідома, також поданий окремим розділом.

## Пам'ятники Леніну знесені

### Січень
1. 2 січня — Красні Окни, Одеська область. Повалено.[1]
2. 5 січня — Башилівка, Близнюківський район, Харківська область. Повалено.[2]
3. 5 січня — Мирне, Донецька область. Повалено.[3]
4. 6 січня — смт Корнин, Житомирська область. Повалено.[4]
5. 13 січня — у Херсоні за дорученням міського голови Володимира Миколаєнка, зробленим під тиском радикально налаштованої громадськості, в Гімназичному сквері зі стели зняли барельєф Леніна і напис «Іскра».[5].
6. 15 січня — Затока, Одеська область.[6]
7. 17 січня — Димитров, Донецька область відламано верхню половину пам'ятника[7]. Рештки буде прибрано.[8]
8. 19 січня — Тарасівка, Миколаївська область.[9]
9. 19 січня — Софіївка, Миколаївська область.[9]
10. 22 січня — Мостове, Миколаївська область. Повалили невідомі.[10]
11. 22 січня — Юрківка, Черкаська область. Повалено невідомими.[11]
12. 23 січня — Новий Буг, Миколаївська область. Повалили невідомі вночі.[10]
13. 24 січня — Велика Кісниця, Вінницька область.[12]
14. 25 січня — Нерубайське, Одеська область.[13]
15. 26 січня — Лиманське, Роздільнянський район, Одеська область.[14]
16. 27 січня — Шабо, Одеська область.[15].
17. 27 січня — Запоріжжя, Запорізька область. У Шевченківському районі знесли статую Леніна.[16]
18. 28 січня — Бердянськ, Запорізька область. За допомогою тросів та автомобіля зранку пам'ятник на Приморській площі було скинуто.[17]
19. 28 січня — Бердянськ, Запорізька область. Демонтований пам'ятник біля старої прохідної заводу Азовкабель.[18]
20. 28 січня — селище Новоюр'ївка, Миколаївська область. Повалено уночі невідомими.[19]
21. 28 січня — Подільськ, Одеська область.[20]
22. 29 січня — Каланчак, Одеська область. Уночі невідомими повалено бюст.[21]
23. 29 січня — Саф'яни, Одеська область. Повалено пам'ятник Леніну.[22]
24. 29 січня — Ставрове, Одеська область. Повалено вночі.[23]
25. 30 січня — Харків. Скинуто бюст на території заводу «Харпластмас».[24]

### Лютий
1. 3 лютого — Кодима, Одеська область. Демонтовано й передано до музею.[25]
2. 3 лютого — Водяне, Дніпропетровська область.[26]
3. 4 лютого — Мелітополь, Запорізька область. Розбито бюст Леніну на території заводу МЗТГ.[27]
4. 5 лютого — Арциз, Одеська область.[28]
5. 5 лютого — Сарата, Одеська область.[29]
6. 5 лютого — Спаське, Одеська область.[30]
7. 5 лютого — Струмок, Одеська область.[31]
8. 6 лютого — Лащова, Черкаська область.[32]
9. 9 лютого — Тайниця, Київська область.[33]
10. 11 лютого — Біленьке, Запорізька область.[34]
11. 11 лютого — Новослобідка, Запорізька область.[34]
12. 12 лютого — Марганець, Дніпропетровська область.[35]
13. 12 лютого — Миролюбівка, Херсонська область.[36]
14. 13 лютого — Водяне, Дніпропетровська область.[37]
15. 14 лютого — Таврійськ, Херсонська область.[38]
16. 14 лютого — Дебальцеве, Донецька область.[39]
17. 14 лютого — Красні Окни, Одеська область. Повалили другий.[40]
18. 17 лютого — Запоріжжя. У Південному мікрорайоні Запоріжжя вночі знесли погруддя «золотого» Леніна.[41]
19. 18 лютого — Димитрове, Запорізька область.[42]
20. 19 лютого — Комишуваха, Запорізька область. Повалений.[43]
21. 19 лютого — Веселянка, Запорізька область. Завалилося погруддя.[43]
22. 21 лютого — Нова Маячка, Херсонська область.[44]
23. 21 лютого — Херсон, біля суднобудівного заводу.[44]
24. 21 лютого — Чулаківка, Херсонська область.[44]
25. 22 лютого — Гайчур, Запорізька область.[45]
26. 23 лютого — Олександрівка, Херсонська область.[46]
27. 25 лютого — Соколівка, Запорізька область.[47]
28. 25 лютого — Петро-Михайлівка, Запорізька область.[47]
29. 25 лютого — Шевченкове (Кілійський район), Одеська область.[48]
30. 25 лютого — Вільноандріївка, Запорізька область.[49]
31. 28 лютого — Курахове, Донецька область.[50]

### Березень
1. 3 березня — Тошківка, Луганська область.[51]
2. 5 березня — Новомиколаївка, Запорізька область. Завалений.[52]
3. 5 березня — Михайло-Лукашеве, Запорізька область. Завалений.[52]
4. 5 березня — Кам'яне (Вільнянський район), Запорізька область. Завалений.[52]
5. 5 березня — Новософіївка (Вільнянський район), Запорізька область. Завалений.[52]
6. 5 березня — Барвінівка (Новомиколаївський район), Запорізька область. Завалений.[52]
7. 6 березня — Миколай-Поле, Запорізька область. Завалений.[53]
8. 9 березня — Високопілля, Херсонська область. Демонтовано.[54]
9. 11 березня — Добропілля, Донецька область. Завалений.[55]
10. 13 березня — Скельки, Запорізька область. Повалено.[56]
11. 13 березня — Орлянське, Запорізька область. Повалено.[56]
12. 13 березня — Широке, Запорізька область. Повалено.[56]
13. 13 березня — Кам'янське, Запорізька область. Повалено.[56][57]
14. 14 березня — Сумівка, Вінницька область. Повалено.[58][59]
15. 15 березня — Карпівка, Дніпропетровська область. Повалено.[60]
16. 17 березня — Веселе (смт), Запорізька область. Повалено[61]. У квітні 2015 відновлений місцевими комуністами.[62]
17. 17 березня — Оріхів, Запорізька область. Демонтовано.[63]
18. 17 березня — Новобогданівка, Запорізька область. Демонтовано.[64]
19. 17 березня — Михайлівка (Михайлівський район), Запорізька область. Повалено.[65]
20. 17 березня — Тимошівка (Михайлівський район), Запорізька область. Повалено 2 пам'ятники. Один із них розсипався, а інший, який залишився відносно неушкодженим, селяни поставили назад[66].
21. 17 березня — Молочанськ, Запорізька область. Повалено.[67]
22. 17 березня — Мала Білозерка, Запорізька область. Повалено.[68]
23. 17 березня — Плодородне, Запорізька область. Повалено.[69]
24. 17 березня — Пришиб, Запорізька область. Повалено.[70]
25. 17 березня — Дружба, Сумська область. Знеголовили.[71]
26. 24 березня — Нововодяне (Кам'янсько-Дніпровський район), Запорізька область. Відбили голову.[72]
27. 24 березня — Первомайське, Ясинуватський район, Донецька область. Демонтовано.[73][74]

### Квітень
1. 3 квітня — Западинці, Хмельницька область. Повалено.[75]
2. 7 квітня — Кривий Ріг, Дніпропетровська область. Територія КПТМ «Криворіжтепломережа». Повалено.[76]
3. 9 квітня — Дніпро (Придніпровський житловий масив). Повалено.[77][78]
4. 10-11 квітня — Дніпро. Мікрорайон Північний, ДК Вторчермета. Знесено.[79]
5. 11/12 квітня — Буцинівка, Роздільнянський район, Одеська область. Зруйновано.[80]
6. 13 квітня — Смт Казанка, Миколаївська область. Вночі повалено пам'ятник біля райдержадміністрації.[81]
7. 13 квітня — Троїцько-Сафонове, Казанківський район, Миколаївська область. Повалено.[82]
8. 13 квітня — Харків. Мікрорайон Кулиничі.[83].
9. 13 квітня — Гірське, Луганська область.[84]
10. 16 квітня — Станиця Луганська, Луганська область.[85]
11. 17 квітня — центральна площа, Краматорськ, Донецька область.[86]
12. 17 квітня — Харків. Територія Національного аерокосмічного університету «Харківський авіаційний інститут».[87]
13. 17 квітня — Харків. Територія Національного технічного університету «Харківський Політехнічний Інститут».[87]
14. 22 квітня — Старе місто, Краматорськ, Донецька область. У Краматорську знесли ще один пам'ятник Леніну.[88]
15. 27 квітня — Домантове, Черкаська область.[89]

### Травень
1. 1 травня — с. Нижньотепле, Станично-Луганський район, Луганська область. Знесений бійцями батальйону «Айдар».[90]
2. 2 травня — с. Передільське, Станично-Луганський район, Луганська область. Знесений бійцями батальйону «Айдар».[91]
3. 3 травня — смт Костянтинівка, Миколаївська область. Знесений.[92]
4. 5 травня — Степанівка, Теплицький район, Вінницька область. Знесений.[неавторитетне джерело].
5. 5 травня — Кам'яногірка, Іллінецький район, Вінницька область. Знесений.[неавторитетне джерело].
6. 5 травня — Сватове, Луганська область. Повалили другий.[93][94]
7. 8 травня — Бутівка, Сосницький район, Чернігівська область. Знесений.[95]
8. 11 травня — Вереміївка, Черкаська область.[96]
9. 14 травня — Пологи, Запорізька область.[97]
10. 15 травня — Кам'янське, Запорізька область.[98]
11. 16 травня — Юр'ївка, Дніпропетровська область.[99]
12. 16 травня — Великоолександрівка, Дніпропетровська область.[100]
13. 17 травня — Лукаші, Київська область. Демонтовано.[101]
14. 20 травня — Білозерське, Донецька область. Демонтовано.[102]
15. 21 травня — Лиман, Донецька область. Знищено бюст.[103]
16. 21 травня — Гуляйполе, Запорізька область. Звалений та розбитий.[104]
17. 22 травня — Курахове, Донеччина. Демонтовано.[105].
18. 22 травня — Розівка, Запорізька область. Знесений.[106]
19. 23 травня — Райгород, Немирівський район, Вінницька область.[107]
20. 23 травня — Носівці, Гайсинський район, Вінницька область.[108]
21. 23 травня — Вовчок, Вовчоцька сільська рада, Немирівський район, Вінницька область.[109]
22. 23 травня — Дзеленці, Хмельницька область. За інформацією мешканки села Альбіни Карман[110]
23. 23 травня — Зяньківці, Немирівський район, Вінницька область.[111]
24. 23 травня — Рені, Ренійський район, Одеська область.[112]
25. 23 травня — Ланна, Полтавська область.[113]
26. 24 травня — Березівське, Харківська область.[114]
27. 25 травня — Близнюки, Харківська область. Пам'ятник демонтовано.[115]

### Червень
1. 1 червня — Загребелля, Чернігівська область.[116]
2. 3 червня — Слов'янськ, Донецька область. Демонтовано вранці Правим сектором.[117]
3. 3 червня — Горностаївка, Херсонська область.[118]
4. 3 червня — Київ. З Національного художнього музею України винесли двотонного мармурового Леніна.[119][120]
5. 4 червня — Марківка, Луганська область.[121]
6. 5 червня — Мелітопіль, Запорізька область. Комунальники демонтували три пам'ятники: на вул. Леніна в районі СШ № 25,
7. 5 червня — Мелітопіль, Запорізька область. у парку ім. Горького
8. 5 червня — Мелітопіль, Запорізька область. на привокзальній площі.[122]
9. 5 червня — Біловодськ, Луганська область. Демонтовано.[123]
10. 5 червня — Краснокутськ, Харківська область. Демонтовано.[124]
11. 5 червня — Харків, біля ТЦ «Барабашово».[125]
12. 8 червня — Танюшівка, Луганська область.[126]
13. 8 червня — Шарівка (Білокуракинський район), Луганська область.[126]
14. 10 червня — Буки, Маньківський район, Черкаська область.[127]
15. 12 червня — Чонгар, Херсонська область.[128]
16. 15 червня — Київ, Авіазавод.[129]
17. 17 червня — Очаків, Миколаївська область.[130]
18. 18 червня — Миколаїв, Миколаївська область. Активістами повалено барельєф Леніна на однойменному проспекті.[131]
19. 21 червня — Миколаїв, Миколаївська область. Звалено вночі на Каботажному узвозі у Заводському районі міста.[132]
20. 21 червня — Богодухів, Харківська область. Повалено.[133]
21. 21 червня — Валки, Харківська область. Повалено.[133]
22. 21 червня — Паньківка, Луганська область Повалено.[134]
23. 23 червня — Дружківка, Донецька область Демонтовано.[135]
24. 23 червня — Козирка, Миколаївська область Розтрощено кувалдами.[136]
25. 24 червня — Чугуїв, Харківська область. Розтрощено пам'ятник Леніну на вулиці Харківській.[137][138]
26. 25 червня — Велика Андрусівка, Кіровоградська область.[139]
27. 25 червня — Берислав, Херсонська область. Повалено.[140]
28. 26 червня — Гребінка, Полтавська область. Повалено того, що біля депо.[141]
29. 28 червня — Шипинки, Вінницька область. Повалено.[142]

### Липень
1. 1 липня — Білицьке, Добропільська міська рада, Донецька область.[143]
2. 1 липня — Родинське, Красноарміська міська рада, Донецька область.[144]
3. 2 липня — Старомлинівка, Донецька область.[145][146]
4. 3 липня — Костянтинівка, Донецька область.[147]
5. 4 липня — Червоний Маяк, Бериславський район, Херсонська область.[148]
6. 4 липня — Чорнянка, Каховський район, Херсонська область.[149]
7. 7 липня — Володарське, Володарський район, Донецька область.[150]
8. 11 липня — Артемівськ, Донецька область.[151]
9. 15 липня — Велика Лепетиха, Херсонська область.[152]
10. 16 липня — Генічеськ, Херсонська область.[153]
11. 17 липня — Хижівка, Житомирська область.[154]
12. 18 липня — Харків, Розтрощено бюст Леніна на вул. Котлова, 29.[155]
13. 20 липня — Торецьк, Донецька область.[156]
14. 20 липня — Харків, територія канатного заводу. Демонтовано.[157]
15. 22 липня — Кремінна, Луганська область.[158]
16. 26 липня — Меліоративне, Дніпропетровська область.[159]
17. 28 липня — Рубіжне, Луганська область. Демонтовано пам'ятник Леніну біля школи № 6 на вулиці Леніна.[160]
18. 28 липня — Мар'їнка, Донецька область.[161]
19. 28 липня — Красногорівка, Донецька область. Демонтовано пам'ятник Леніну біля інтернату.[161]
20. 28 липня — Красногорівка, Донецька область. Демонтовано другий пам'ятник Леніну.[162]
21. 28 липня — Красноріченське, Луганська область[163]. Демонтовано на підставі рішення представницького органу селища від 3 липня щодо затвердження плану заходів із декомунізації[164]. За інформацією, наданою головним спеціалістом по зв'язкам з громадськими організаціями, ЗМІ та інформаційно-аналітичного забезпечення Кремінської РДА Драньовою І. А.
22. 29 липня — Бузівка, Дніпропетровська область.[165]
23. 30-31 липня — Голубівка, Луганська область[163]. За інформацією, наданою головним спеціалістом по зв'язкам з громадськими організаціями, ЗМІ та інформаційно-аналітичного забезпечення Кремінської РДА Драньовою І. А.
24. 30-31 липня — Макіївка, Луганська область[163]. За інформацією, наданою головним спеціалістом по зв'язкам з громадськими організаціями, ЗМІ та інформаційно-аналітичного забезпечення Кремінської РДА Драньовою І. А.
25. 31 липня — Новомикільське, Луганська область[163]. За інформацією, наданою головним спеціалістом по зв'язкам з громадськими організаціями, ЗМІ та інформаційно-аналітичного забезпечення Кремінської РДА Драньовою І. А.
26. 31 липня — Рубіжне, Луганська область. Демонтовано другий пам'ятник Леніну.[166]

### Серпень
1. 2 серпня — Новомосковськ, Дніпропетровська область. Впав останній.[167]
2. 8 серпня — Велика Лепетиха, Херсонська область. Другий впав.[168]
3. 14 серпня — Велика Олександрівка, Херсонська область. Повалено.[169]
4. 18 серпня — Мічу́ріне, Первомайський район, Миколаївська область. Повалено.[170]
5. 19 серпня — Привілля, Лисичанська міська рада, Луганська область. Демонтовано.[171]
6. 19 серпня — Лиса Го́ра, Первомайський район, Миколаївська область. Повалено два Леніна.[172][173]
7. 19 серпня — Лиса Го́ра, Первомайський район, Миколаївська область. Другий впав.[172][174]
8. 19 серпня — Рубіжне, Луганська область. Демонтовано.[175]
9. 20 серпня — Новосеменівка, Іванівський район, Херсонська область. Повалено.[176]
10. 20 серпня — Первомайськ, Миколаївська область. Повалено.[177][178]
11. 21 серпня — Дніпро. Демонтовано.[179]
12. 21 серпня — Ульяновка, Кіровоградська область. Демонтовано.[180]
13. 21 серпня — Зміїв, Харківська область. Демонтовано.[181]
14. 23 серпня — В'язівок, Павлоградський район, Дніпропетровська область. Повалено.[182]
15. 24 серпня — Стрілкове, Херсонська область. Повалено.[183]
16. 24 серпня — Старий Солотвин, Житомирська область. Повалено.[184][185]
17. 27 серпня — Мілове, Луганська область. Демонтовано.[186]
18. 27 серпня — Новодружеськ, Луганська область. Демонтовано.[187]
19. 31 серпня — Вороніж, Сумська область. Демонтовано.[188]

### Вересень
1. 1 вересня — Лисичанськ, Луганська область. Повалено пам'ятник Леніну біля «Мед-клубу».[189]
2. 1 вересня — Обіточне, Запорізька область. Демонтовано.[190]
3. 2 вересня — Михайлівка, Херсонська область. Повалено.[191]
4. 2 вересня — Ольгине, Херсонська область. Демонтовано.[192]
5. 2 вересня — Клебан-Бик, Донецька область. Демонтовано.[193]
6. 2 вересня — Лапківці, Хмельницька область. Повалено.[194]
7. 3 вересня — Чорноморськ, Одеська область. Демонтовано.[195]
8. 3 вересня — Селидове, Донецька область. Демонтовано.[196]
9. 5 вересня — Шрамківка, Черкаська область.[197]
10. 7 вересня — Попасна, Луганська область.[198]
11. 8 вересня — Іванівка, Херсонська область. Повалено.[199]
12. 8 вересня — Костянтинівка (Мелітопольський район), Запорізька область. Демонтовано.[200]
13. 12 вересня — Яхнівці, Хмельницька область. Повалено.[201]
14. 12 вересня — Копачівка, Хмельницька область. Повалено.[202]
15. 12 вересня — Лозова, Хмельницька область. Демонтовано.[203]
16. 13 вересня — Тавричанка, Херсонська область. Демонтовано.[204]
17. 16 вересня — Світлодарськ, Донецька область. Демонтовано.[205]
18. 20 вересня — Дубовичі, Сумська область. Демонтовано.[206]
19. 22 вересня — Велика Новосілка, Донецька область. Демонтовано.[207]
20. 22 вересня — Калинове (Костянтинівський район), Донецька область. Демонтовано.[208]
21. 23 вересня — Сеньківка, Чернігівська область. Повалено.[209]
22. 27 вересня — Гірник, Донецька область. Демонтовано.[210]
23. 29 вересня — Березанка, Миколаївська область.[211]

### Жовтень
1. 5 жовтня — Павлоград, Дніпропетровська область.[212][213]
2. 13 жовтня — Кам'янка-Дніпровська, Запорізька область.[214]
3. 14 жовтня — Фрунзе, Генічеський район, Херсонська область. Повалено.[215][216]
4. 14 жовтня — Партизани, Генічеський район, Херсонська область. Повалено.[215][217]
5. 20 жовтня — Сергіївка, Донецька область. Повалено останній пам'ятник Леніну в Красноармійському районі Донецької області.[218]
6. 22 жовтня — Одеса. Завод Пресмаш. Перероблено у Дарта Вейдера.[219]
7. 30 жовтня — Синельникове, Дніпропетровська область. Біля залізничного вокзалу. Повалено.[220]
8. 31 жовтня — Волноваха, Донецька область. Повалено.[221]

### Листопад
1. 4 листопада — Нова Водолага, Харківська область. Демонтовано.[222]
2. 4 листопада — Прохорівка, Волноваський район, Донецька область. Демонтовано.[223]
3. 4 листопада — Златоустівка, Волноваський район, Донецька область. Демонтовано.[224]
4. 5 листопада — Чайківка, Житомирська область. Повалено.[225]
5. 6 листопада — Синельникове, Дніпропетровська область. Повалено останній.[226]
6. 11 листопада — Новоселівка, Кіровоградська область. Демонтовано.[227]
7. 11 листопада — Михайло-Ларине, Миколаївська область. Повалено.[228]
8. 11 листопада — Кнути, Чернігівська область. Повалено.[229]
9. 11 листопада — Ширяєве, Одеська область.[230]
10. 13 листопада — Олександрівка, Білозерський район, Херсонська область.[231]
11. 15 листопада — Новополтавка, Миколаївська область.[232]
12. 16 листопада — Українськ, Донецька область.[233]
13. 19 листопада — Недогарки, Кіровоградська область.[234]
14. 19 листопада — Ямпіль, Сумська область.[235]
15. 20 листопада — Побузьке, Кіровоградська область.[236]
16. 20 листопада — Сахнівка, Чернігівська область.[237]
17. 27 листопада — Горбані, Переяслав-Хмельницький район, Київська область.[238]
18. 27 листопада — Нижні Сірогози, Херсонська область.[239]
19. 28 листопада — Врублівка, Житомирська область.[240]
20. 29 листопада — Лисичанськ, Луганська область. Знесено пам'ятник біля Лисичанської ТЕЦ.[241]
21. 30 листопада — Лисичанськ, Луганська область. Знесено пам'ятник біля Лиссоди.[242][243]

### Грудень
1. 1 грудня — Старомлинівка, Донецька область.[244]
2. 3 грудня — Заводське, Полтавська область.[245]
3. 4 грудня — Заводське, Полтавська область.[246]
4. 4 грудня — Верхній Рогачик, Херсонська область.[247]
5. 5 грудня — Новосамарка, Красноокнянський район, Одеська область. Демонтовано останній монумент Леніну у Красноокнянському районі.[248]
6. 7 грудня — Глухів, Сумська область.[249][250]
7. 8 грудня — Скадовськ, Херсонська область.[251]
8. 11 грудня — Петропавлівка, Дніпропетровська область.[252]
9. 12 грудня — Степок (Андрушівський район), Житомирська область.[253]
10. 14 грудня — Помічна, Кіровоградська область[254]
11. 17 грудня — Сіверськ, Артемівський район, Донецька область.[255]
12. 19 грудня — Терпіння, Мелітопольський район, Запорізька область. Повалено.[256]
13. 19 грудня — Терпіння, Мелітопольський район, Запорізька область. Повалено і другий.[257]
14. 19 грудня — Шостка, Сумська область.[258][259]
15. 20 грудня — Кам'янка, Очаківський район, Миколаївська область.[260]
16. 24 грудня — Копенкувате, Кіровоградська область. Знесено пам'ятник «вождю пролетаріату».[261]
17. 26 грудня — Куп'янськ, Харківська область.[262]
18. 29 грудня — Приморськ, Запорізька область. Третій кран подужав зняти постамент, який наостанок обірвав трос і на ньому. Демонтовано.[263]
19. 30 грудня — Петропавлівка, Куп'янський район, Харківська область.[264]

## Пам'ятники, точна дата демонтажу яких невідома

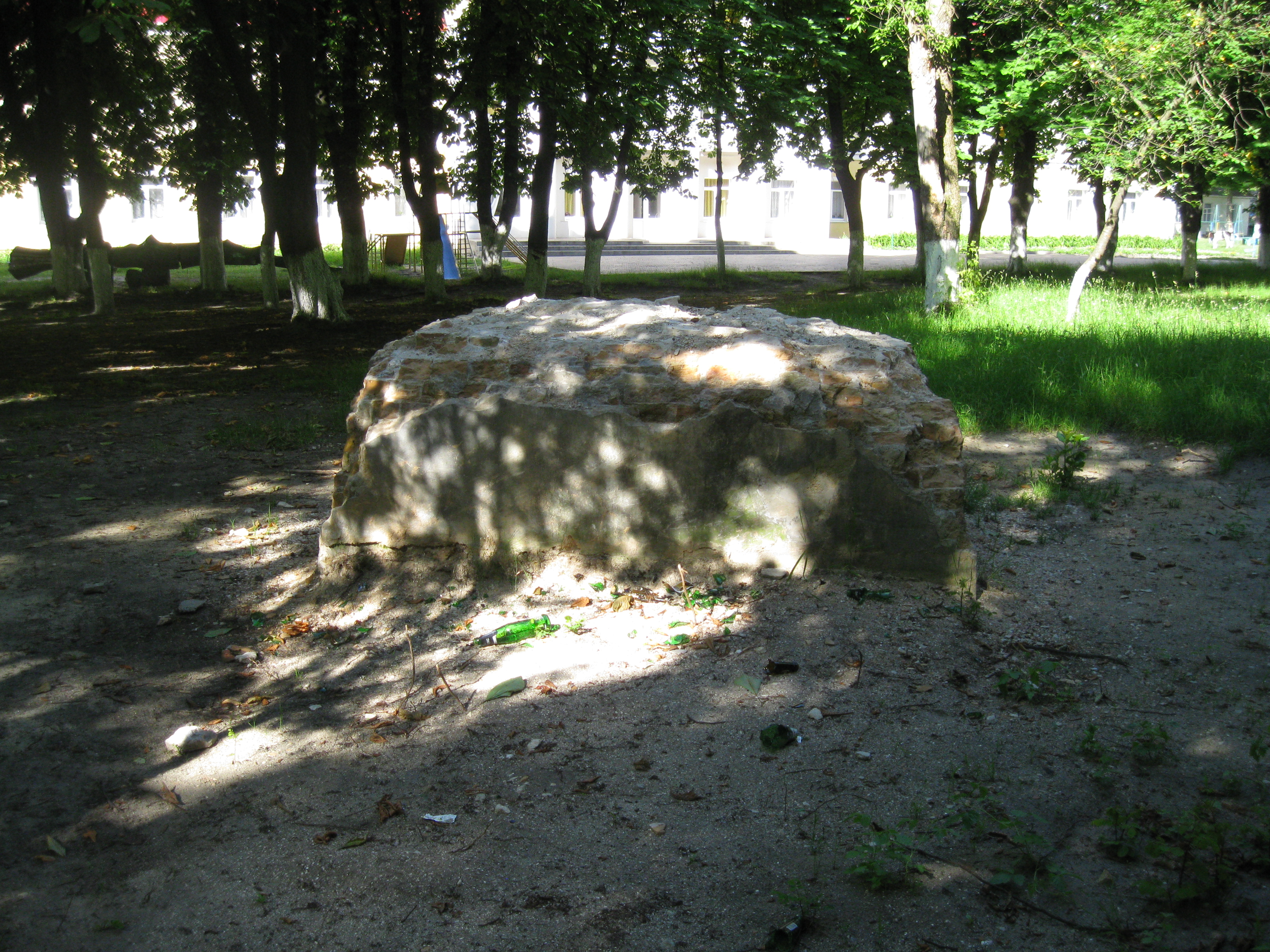
Плужне. Залишок постаменту пам'ятника Леніну

1. Будичани, Житомирська область. Зруйновано.[265]
2. Гаркушинці, Полтавська область. Бюст, побито голову.
3. Дептівка, Сумська область. Бюст, розбито.
4. Гранітне, Житомирська область. Демонтовано.
5. Ксаверівка, Київська область. Демонтовано.
6. Германівка, Київська область. Демонтовано.
7. Чернівці, Вінницька область. Зруйновано.
8. Борівка, Вінницька область. Повалено.
9. Липівка, Вінницька область. Демонтовано.
10. Любовичі, Житомирська область.[266]
11. Горщик, Житомирська область.[267]
12. Тростянець, Чернігівська область. На вході в Дендропарк.
13. Куцуруб, Миколаївська область.[268]
14. Гребінка, Полтавська область. Повалено бюст.[269]
15. Матвіївка, Запорізька область.[270]
16. Гупалівка, Дніпропетровська область.[271]
17. Пирогівці, Хмельницька область. Демонтовано. Підтвердження демонтажу відсутнє.[272]
18. Отроків, Хмельницька область. Демонтовано. Підтвердження демонтажу відсутнє.[273]
19. Васищеве, Харківська область.[274]
20. Харків. На території табору Лісова Казка.[275]
21. Харків. На території заводу самохідних шасі.[276]
22. Токмак, Запорізька область. Демонтовано.[277]
23. Слов'янськ, Донецька область. Демонтовано бюст, за словами мешканців це сталося давно, але коли конкретно — невідомо.[278]

### 2015
1. Аджамка, Кіровоградська область. За словами місцевих демонтовано, дуже ймовірно у 2015 році, фото відсутне.[279]
2. Гранів, Вінницька область. Демонтовано січень-лютий 2015 р.[280]
3. Деревки, Полтавська область. Демонтовано на початку 2015 р.[281]
4. Ямпіль, Вінницька область. Ще 1 демонтовано (орієнтовно зима-весна 2015 р.).[282]
5. Васине, Кіровоградська область. Зруйновано в березні 2015.[283]
6. Буйволівці, Хмельницька область. Демонтовано.[284]. Демонтовано після 17 березня 2015 р.[285].
7. Соломна,Хмельницька область. Демонтовано.[286]. Демонтовано після 17 березня 2015 р.[285].
8. Завалійки, Хмельницька область. Демонтовано в 2015.[287]
9. Користова, Хмельницька область. Демонтовано у 2015.[287]
10. Кривачинці, Хмельницька область. Демонтовано у 2015.[287]
11. Головач, Полтавська область. Демонтовано в 2015 р.[288]
12. Маначин, Хмельницька область. Демонтовано у 2015.[287]
13. Мирівка, Хмельницька область. Демонтовано у 2015.[287]
14. Пахутинці, Хмельницька область. Демонтовано у 2015.[287]
15. Шмирки, Хмельницька область. Демонтовано у 2015.[287]
16. Яхнівці, Хмельницька область. Демонтовано у 2015.[287]
17. Іванівка, Кіровоградська область. Демонтовано до літа в 2015 р.[289]
18. Війтівці, Хмельницька область. Демонтовано у 2015.[287]
19. Дніпро. Біля лікарні Придніпровської залізниці. Демонтований у кінці квітня — на початку травня 2015 року.[290]
20. Пасічна, Хмельницька область. Демонтовано в березні-квітні 2015.[291]
21. Осокорівка, Нововоронцовський район, Херсонська область. Демонтовано на початку червня 2015.
22. Київ. Бориспільська вулиця, 9 — «Київський радіозавод». Демонтовано 2015 року.
23. Харків. На території заводу ім. Малишева. Демонтовано в червні 2015.[292]
24. Одеса. Пам'ятник Леніну перетворився на Дарта Вейдера.[293]
25. Дніпро. Машинобудівний технікум.[294]
26. Приютівка, Кіровоградська область.[295]
27. Кульчини, Хмельницька область. Демонтовано в квітні 2015 р. Підтвердження демонтажу відсутнє.[296]
28. Тополі (Троїцький район), Луганська область — бюст повалено в кінці червня 2015 р.[297]
29. Часів Яр, Донецька область. Демонтовано у серпні 2015.[298]
30. Часів Яр, Донецька область. Демонтовано і другий у серпні 2015.[299]
31. Ганнівка, Кіровоградська область. Демонтовано восени 2015.[300]
32. Зориківка, Міловський район, Луганська область. Демонтовано у вересні 2015.[301]
33. Морозівка, Міловський район, Луганська область. Демонтовано у вересні 2015.[301]
34. Варварівка, Запорізька область.[302]
35. Губиниха, Дніпропетровська область.[303]
36. Слов'янка, Межівський район, Дніпропетровська область.[304]
37. Олишівка, Чернігівський район, Чернігівська область.[305]
38. Веселе, Херсонська область.[306]
39. Сахнівка, Черкаська область.[307]
40. Личкове, Магдалинівський район, Дніпропетровська область. Демонтовано вересень-жовтень 2015 року.[308]
41. Добропілля, Запорізька область. Повалено.[309]
42. Сергіївка, Одеська область.[310]
43. Пологи, Запорізька область. Біля залізничного вокзалу. Демонтовано восени.[311]
44. Пологи, Запорізька область. Демонтовано в кінці грудня.[312]
45. Мілове, Луганська область. Демонтовано бюст біля школи.[313]
46. Світлогірське, Полтавська область, Демонтовано пам'ятник біля школи.[314]

## Пошкодження пам'ятників Володимиру Леніну

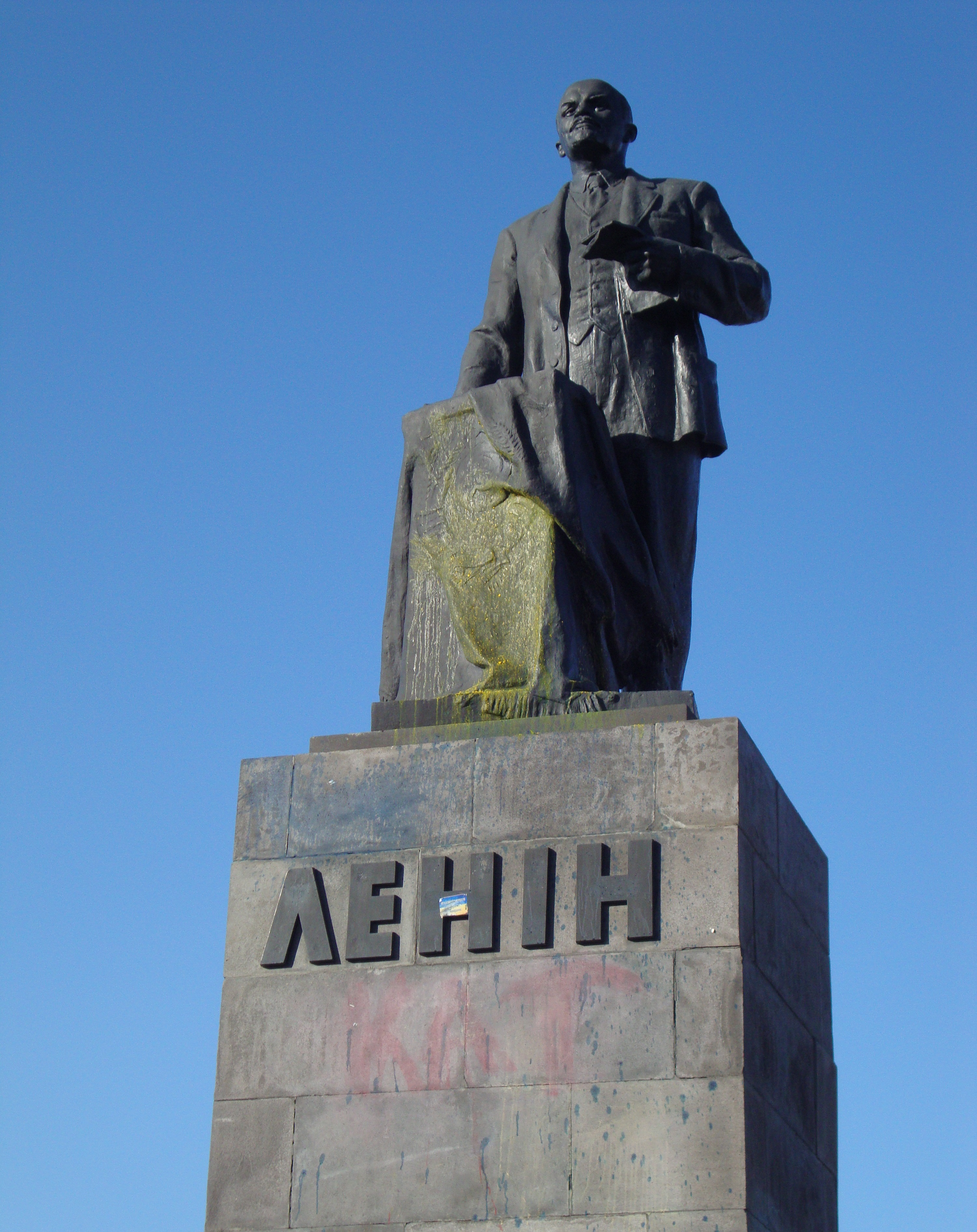
Облитий жовтою фарбою пам'ятник Леніну на площі Революції у Луганську; на постаменті червоною фарбою написане слово «Кат»

У цьому розділі наведено події, під час яких пам'ятники були пошкоджені, але не демонтовані, знесені чи повалені повністю.
- 5 січня — Марганець, Дніпропетровська область. Пошкоджено пам'ятник Леніну.[315]
- 11 березня — Близнюки, Харківська область. Пошкоджено пам'ятник Леніну. Відбито бороду, розмальовано зеленою фарбою ліву руку та фіолетовим кольором плями на спині.
- 14 березня — Краматорськ, Донецька область. Пошкоджено пам'ятник Леніну.[316]
- 30 квітня — Олишівка, Чернігівська область.[317]
- 14 серпня — Привілля, Лисичанська міська рада, Луганська область. Відбито голову пам'ятникові Леніну.[171]
- 14 серпня — Севастополь. На пам'ятнику намалювали тризуб та написали «Крим наш».[318]
- 31 грудня — Донецьк. Двоє сміливців намалювали на пам'ятнику Леніну в окупованому Донецьку прапор України.[319]

## Повалення та пошкодження пам'ятників Леніну поза межами України
- 11 січня — Новосибірськ, Росія.[320]
- 24 лютого — Мінськ, Білорусь.[321]
- 14 березня — Міас, Челябінська область, Росія.[322]
- 19 березня — Бобруйськ, Могильовська область, Білорусь.[323]
- 6 квітня — Челябінськ, Росія.[324]
- 7 квітня — Бузулук, Оренбурзька область, Росія.[325]
- 22 квітня — Кушмурун, Аулієкольский район, Костанайська область, Казахстан.[326]
- 22 квітня — Біробіджан, Єврейська автономна область, Росія.[327]
- 24 квітня — Сиктивкар, Республіка Комі, Росія.[328]
- 8 травня — Кайбичево, Дубьонський район, Республіка Мордовія, Росія.[329]
- 13 травня — Моряковський Затон, Томська область, Росія.[330]. 7 листопада 2015-го пам'ятник було поновлено.[331]
- 3 червня — Прокоп'євськ, Кемеровська область, Росія.[332]
- 29 червня — Кизилорда, Казахстан.[333]
- 17 липня — Саракташ, Оренбурзька область, Росія.[334]
- 30 липня — Каргасок, Томська область, Росія.[335]
- 27 серпня — Єнісейськ, Красноярський край, Росія.[336]
- 3 вересня — Краснохолмський, Калтасинський район, Республіка Башкортостан, Росія.[337]
- 8 вересня — Челябінськ, Росія.[338]
- 6 жовтня — Верхня Пишма, Свердловська область, Росія.[339]
- 4 листопада — Свободний, Амурська область, Росія.[340]
- 12 листопада — Ярославль, Росія.[341]

## Ліквідація пам'ятників іншим комуністичним діячам та інших радянських символів
Під час Ленінопаду повалили, демонтували чи пошкодили низку пам'ятників іншим комуністичним діячам, а також інші радянські символи.

### Січень
1. 16 січня, Цюрупинськ, Херсонська область. Демонтовано пам'ятник Феліксу Дзержинському.[342]
2. 19 січня, Покровськ, Донецька область. Демонтовано пам'ятник Феліксу Дзержинському.[343]
3. 25 січня, Овідіополь, Одеська область. Повалено пам'ятник Феліксу Дзержинському.[13][344]
4. 30 січня, Харків. Повалено пам'ятник Павлу Постишеву.[345]

### Лютий
1. 8 лютого, Кривий Ріг, Дніпропетровська область. За одну ніч повалено 3 пам'ятники — Артему, Дзержинському і Лібкнехту.[346]
2. 9 лютого, Чернігів. Знято з постаментів погруддя Подвойському та Антонову-Овсієнку.[347]
3. 18 лютого, Федорівка, Херсонська область. Уночі невідомими знесено пам'ятник Розі Люксембург.[348]
4. 21 лютого, Цюрупинськ, Херсонська область. Повалено пам'ятник Цюрупі.[44]
5. 26 лютого, Житомир. Повалено пам'ятник Пархоменку.[349]

### Березень
1. 2 березня, Новоайдар, Луганська область. Впав пам'ятник Феліксу Дзержинському.[350]
2. 25 березня, Чернігів. Повалено пам'ятник Григорію Петровському.[351]

### Квітень
1. 3 квітня, Київ. На воротах будівлі Верховної Ради України символи СРСР — серп і молот замінили гербом України.[352]
2. 10 квітня, Харків. За одну ніч повалено 3 пам'ятники Григорію Орджонікі́дзе, Ніколаю Руднєву і Якову Свердлову.[353]
3. 11 квітня, Повча, Рівненська область. Повалено пам'ятник Кузнєцову Миколі.[354]
4. 14 квітня, Київ. З будівлі Київради зняли радянську символіку.[355]
5. 15 квітня, Харків. Прибрано радянські ордени з прохідної заводу «Турбоатом».[356]
6. 17 квітня, Чернігів. Повалені погруддя Щорсу та Кропив'янському.[357]
7. 25 квітня, Чернігів. Вночі знесено погруддя радянському діячеві Юрієві Коцюбинському.[358]
8. 30 квітня, Холодний Яр, Черкаська область. Знесено пам'ятний знак чекістам, що стояв на території монастиря.[359]
9. Друга половина квітня, Нововолинськ, Волинська область. Демонтовано зображення Леніна і піонерів на будівлі Нововолинського центру дитячої та юнацької творчості.[360]
10. Друга половина квітня, Роздільна, Роздільнянський район, Одеська область. Шматками заліза приховали радянську символіку — серп і молот, які були розташовані на воротах приватної території.[361].

### Травень
1. 1 травня, Харків. Збито таблички з пам'ятника борцям Жовтневої революції.[362][363]
2. 17 травня,Троїцьке, Дніпропетровська область. Впав Кіров.[364]
3. 18 травня, Харків. Повалено пам'ятник Кірову на площі Фейербаха.[365][366]
4. 18 травня, Харків. Пам'ятник Котлову біля ДК Залізничників повалено.[365]
5. 18 травня, Харків. Пам'ятник Дзержинському на стадіоні «Динамо» повалено.[365][367]
6. 19 травня, Сєверодонецьк, Луганська область. Повалено пам'ятник Калініну.[368]
7. 20 травня, Сєверодонецьк, Луганська область. Повалено пам'ятник Свердлову.[368]
8. 20 травня, Харків. На авіаційному заводі демонтовано радянські ордени.[369]
9. 22 травня, Волочиськ, Хмельницька область. Демонтовано радянський герб на школі.[287]
10. травень, Харків. Зі стін харківської міськради зняли комуністичні символи.[370]
11. 27 травня, Київ. Звалили 3 комуністичних пам'ятники: Андрію Іванову, Дем'янові Коротченку та комсомольцям 20-х років.[371][372]

### Червень
1. 3 червня, Катеринівка, Рівненська область. Звалили пам'ятник Дзержинському.[373][374]
2. 7 червня, Харків. Пам'ятник на честь 85-річчя комсомолу.[375]
3. 8 червня, Харків. Демонтовано барельєф Дзержинському та радянські ордени на фасаді приміщення Південної залізниці на Привокзальній площі.[376][377]
4. 12 червня, Гоща, Рівненська область. Зруйновано пам'ятник «Борцям за встановлення радянської влади».[378]
5. 15 червня, Харків. Демонтовано серпи і молоти з будівлі обласної СБУ.[379]
6. 16 червня, Харків. Демонтовано серпи і молоти з будівлі обласного МВС.[380][381]
7. 16 червня, Кобеляки, Полтавська область. Зафарбовано леніна з ракетами.[382]
8. 16 червня, Сєвєродонецьк, Луганська область. Демонтовано пам'ятник Ворошилову.[383]
9. 19 червня, Київ. Знищено пам'ятні дошки Подвойському, Котовському, Довнар-Запольському.[384]
10. 21 червня, Коноплянівка, Луганська область. Повалено пам'ятник Щорсові.[134]
11. 23 червня, Харків. Через 2 дні після стихійної декомунізації, керівництво заводу вирішило добровільно зняти радянські символи.[385]
12. 30 червня, Мелітополь, Запорізька область. Демонтовано бюсти Фрунзе, Кірову, Бронзосу і Пахомову.[386]
13. 30 червня, Хмельницький. З фасадів будинків демонтували інформаційні таблички про діячів і події Радянського Союзу.[387] ,

### Липень
1. 2 липня — Старомлинівка, Донецька область. Демонтовано бюст Калініну.[146]
2. 3 липня — Київ. Декомунізовано Бесарабський ринок.[388]
3. 3 липня — Тернопіль. Демонтовано радянський барельєф.[389]
4. 10 липня — Бахмут. В Артемівську знесли пам'ятник Артему.[390]
5. 14 липня — Харків. Демонтовано радянські ордени на заводі ХТЗ.[391]
6. 15 липня — Харків. Демонтовано серп і молот на стелі біля станції метро Тракторний Завод.[391]
7. 16 липня — Миколаїв. Знищено дошку Фрунзе.[392]
8. 17 липня — Київ. «Декомунізовано» станцію метро Палац Україна, Шулявська та Берестейська.[393][394]
9. 18 липня — Херсон. Демонтовано пам'ятник Орджонікідзе на вулиці Нафтовиків.[395]
10. 20 липня — Торецьк, Донецька область. Демонтовано пам'ятник Дзержинському.[396]
11. 22 липня — Красноріченське, Луганська область. Бюст М. В. Фрунзе. Демонтовано на підставі рішення представницького органу селища від 3 липня щодо затвердження плану заходів із декомунізації[164]. За інформацією, наданою головним спеціалістом по зв'язкам з громадськими організаціями, ЗМІ та інформаційно-аналітичного забезпечення Кремінської РДА Драньовою І. А.
12. 23 липня — Генічеськ, Херсонська область."Декомунізовано" Генічеську міську раду.[397]
13. 27 липня — Новомиргород, Кіровоградська область. Демонтовано барельєф Леніна.[398]
14. 29 липня — Красноріченське, Луганська область. Демонтовано пам'ятний знак «Серп, молот та Червона зірка». Демонтовано на підставі рішення представницького органу селища від 3 липня щодо затвердження плану заходів із декомунізації[164]. За інформацією, наданою головним спеціалістом по зв'язкам з громадськими організаціями, ЗМІ та інформаційно-аналітичного забезпечення Кремінської РДА Драньовою І. А.
15. 29 липня — Красноріченське, Луганська область. Усунуто пам'ятний знак на честь командуючого 5 Українською армією К. Є. Ворошилову. Демонтовано на підставі рішення представницького органу селища від 3 липня щодо затвердження плану заходів із декомунізації[164]. За інформацією, наданою головним спеціалістом по зв'язкам з громадськими організаціями, ЗМІ та інформаційно-аналітичного забезпечення Кремінської РДА Драньовою І. А.
16. 31 липня — Новомикільське, Луганська область. Демонтовано пам'ятник С. М. Кірову[163]. За інформацією, наданою головним спеціалістом по зв'язкам з громадськими організаціями, ЗМІ та інформаційно-аналітичного забезпечення Кремінської РДА Драньовою І. А.

### Серпень
1. 1 серпня — Шостка, Сумська область. «Декомунізовано» Шосткинський казенний завод «Імпульс».[399]
2. 5 серпня — Львів. Демонтовано радянську зірку 1946 року в театрі ім. Марії Заньковецької[400].
3. 12 серпня — Черкаси. Декомунізовано Черкаську ОДА.[401]
4. 13 серпня — Покровськ, Донецька область. Демонтовано «Серп і молот».[402]
5. 18 серпня — Мічуріне, Миколаївська область. Демонтовано дошку до 50-річчя жовтня.[403]

### Вересень
1. 12 вересня — Ожигівці, Хмельницька область. Повалено пам'ятник Карлу Марксу.[203]
2. 23 вересня — Ізюм, Харківська область. Демонтовано бюст Фелікса Дзержинського.[404]
3. 25 вересня — Слов'янськ, Донецька область. Демонтовано статуї піонерів на будівлі Центру дитячої творчості.[405]
4. 27 вересня — Котляри, Харківська область. Демонтовано серп і молот.[406]
5. вересень — Мілове, Луганська область. Демонтовано бюст Карлу Марксу.[301]
6. вересень — Микільське, Луганська область. Демонтовано бюст Фрунзе.[301]

### Жовтень
1. 12 жовтня — Запоріжжя. Демонтовано серп і молот на вокзалі Запоріжжя-1.[407]
2. 31 жовтня — Слов'янськ, Донецька область. Демонтовано пам'ятник Артему.[408]
3. 31 жовтня — Суми. Демонтовано пам'ятник Фрунзе.[409]

### Листопад
1. 5 листопада — Полтава. Розбито дошку Ватутіну.[410]
2. 13 листопада — Лисичанськ, Луганська область. Демонтовано Ворошилова.[411][412]
3. 16 листопада — Київ. Негода «декомунізувала» пам'ятник Василю Боженку.[413]
4. 16 листопада — Харків. Знесено стелу на честь дружби України з РФ.[414]
5. 18 листопада — Харків. Демонтовано радянську символіку на фасаді заводу ім. Малишева.[415][416]
6. 23 листопада — Бердичів, Житомирська область. Демонтовано пам'ятник Котовському.[417][418]
7. 24 листопада — Конотоп, Сумська область. Демонтовано пам'ятник Кірову.[419]
8. 26 листопада — Глухів, Сумська область. Карла Маркса прибрали.[420]
9. 27 листопада — Хорошів, Житомирська область. Напередодні Дня пам'яті жертв голодоморів у районному центрі демонтували дошку В. Володарському.[415]
10. 30 листопада — Одеса. На території Одеської воєнної академії демонтовано монумент представникові російської імператорської родини, онукові Миколи І, генералові Костянтину Романову.[421]

### Грудень
1. 3 грудня — Лозова, Харківська область. Демонтовано 15-метрові серп і молот.[422]
2. 7 грудня — Глухів, Сумська область. Демонтовано погруддя комуністичного діяча Василя Циганка.[250]
3. 9 грудня — Рівне. Демонтовано монумент присвячений героям Сталінграду.[423]
4. 11 грудня — Конотоп, Сумська область. Демонтовано серп і молот з приміщення Центру юнацької та дитячої творчості.[424][425]
5. 11 грудня — Кременчук, Полтавська область. Демонтовано гігантський металевий портрет Леніна з даху житлового будинку, який, був найбільшим в Україні серед подібних.[426]
6. 15 грудня — Рівне. Демонтовано серп і молот, що розміщений на мозаїчному панно у центрі міста.[427]
7. 24 грудня — Рівне. Демонтовано радянську мозаїку.[428]
8. 30 грудня — Дніпро. На в'їзді до міста встановлено пам'ятний знак Степанові Бандері замість Леніна.[429]

## Переосмислення особливо значущих символів російської імперської та радянсько-більшовицької ідентичностей
Події Революції Гідності й подальша агресія Росії стали каталізатором переосмислення усього радянсько-більшовицького минулого України в найширшому сенсі, зокрема і події 1917—1920 рр. та 1939—1961 рр. Ленінопад зачепив й особливо значущі для радянсько-більшовицької героїки та «русского міра» символи, що викликало обурення РФ та проросійських сил.

### Пам'ятники і символи радянського мілітаризму 1941—1945рр.
Демонтовано частково або українізовано:
- 23 квітня  — Обухів. Усунуто Георгіївську стрічку й муляж «Ордену Перемоги» зі стенда «Слава героям!» в центрі Обухова[430].
- 5 травня  — Ямпіль, Сумська область. В Ямполі оновили пам'ятний знак до «Дня Перемоги», що розташований в одному з центральних парків селища. Замість Георгіївської стрічки її тепер прикрашає синьо-жовта стрічка у кольорах державного прапору України. При цьому незмінним залишився головний елемент експозиції — орден Перемоги[431].

Цілковито усунуто:
- 11 квітня  — Повча, Рівненська область. Повалено пам'ятник Кузнєцову Миколі[432].
- 1 травня — Харків. 9 травня у розташованому в центрі Харкова сквері «Вічний вогонь» невідомі знову зняли з однойменного пам'ятника інформаційну табличку «В день 40-річчя Великого Жовтня тим, що віддали життя за Владу Рад». Натомість активісти встановили табличку на честь героїв, які загинули за незалежність і свободу України замість демонтованої таблички: «Пам'ятник борцям Жовтневої революції перетворюється на пам'ятник Героям, загиблим за незалежність і свободу України», — йдеться в повідомленні. З початку травня це вже третій інцидент, пов'язаний з монументом у сквері «Вічний вогонь»: в ніч на 1 травня невідомі зняли табличку і розфарбували прапор на монументі в жовтий і блакитний кольори. 3 травня невідомі повторно розфарбували пам'ятник у сквері «Вічний вогонь» у жовтий і блакитний кольори[433].
- 15 травня — Київ. На вул. Жукова невідомі на фасаді будинку збили меморіальну дошку на честь Жукова.
- 30 червня — Хмельницький. У рамках декомунізації з фасадів будинків демонтували інформаційні таблички про діячів і події Радянського Союзу, серед них і табличку з написом «В годы Великой Отечественной войны с сентября 1941 по март 1944 в городе действовала подпольная окружная коммунистическая организация» (вул. Гагаріна, 3А)
- 5 листопада — Полтава. Невідомі майже повністю зруйнували меморіальну табличку з інформацією про воєначальника Радянської Армії М. Ватутіна — на фасаді одного з будинків по однойменній вулиці[434]. Протягом наступних двох тижнів понівечену табличку не відновили, а навпаки — розібрали на шматки невідомі[435].
- 25 листопада — Конотоп, Сумська область. За повідомленням міського голови Артема Семеніхіна, на монументі героєві Радянського Союзу Григорію Тхору, відповідно до закону про декомунизацію, буде замінено табличку з надписом «Великая Отечественная Война» на «Друга світова війна». Сама заміна таблички запланована на весну 2016[419].
- 9 грудня — Рівне. Демонтовано монумент, присвячений героям Сталінграду.[436]

### Пам'ятники й меморіальні дошки Артема та його прибічників
Серед більшовицьких діячів особливе місце займає Артем, оскільки саме він був одним із головних творців Донецько-Криворізької радянської республіки, правонаступником якої нині вважають себе «ДНР» та «ЛНР».
- 8 лютого — Кривий Ріг, Дніпропетровська область. Повалено пам'ятник Артему[437].
- 8 лютого — Київ. В Києві невідомі активісти Чорного Комітету знищили пам'ятну табличку Артема: «Артем був донецьким сепаратистом, таким, проти яких воюють сучасні українські герої, таким, проти яких воювали герої минулого. Йому нема місця на вулицях нашої столиці. Єдине на що він заслуговує — бути назавжди стертим з історії» — йдеться у повідомленні активістів[438].
- 23 лютого — Харків. Невідомі знищили меморіальну дошку червоногвардійцям, встановлену на фасадній будівлі Харківського електромеханічного заводу (ХЕМЗ). Дошку було встановлено на фасаді заводу ХЕМЗ, оскільки саме з нього у 1917 р. виступили перші загони червоної гвардії на захист радянської влади. Також у приміщенні заводу містився арсенал зброї червоногвардійців. Організаторами червоногвардійського путчу були Федір Сергеєв (Артем) і більшовик Микола Руднєв — керівник військової організації РСДРП (б) у Харкові.[439]
- 16 листопада — Київ. Негода «декомунізувала» пам'ятник Василю Боженку[440].

### Пам'ятники російської імперської ідентичності та «руского міра»
Розфарбовано, але збережено:
- 3 травня — Київ. На Арці Дружби народів (символізує «возз'єднання» України з Росією у 1654 р.) у Києві намальовано державний прапор України й гасло «Слава Україні»[441].

Ліквідовано:
- 12 квітня — Харків. З пропагандистських дитячих гірок у вигляді Кремля спиляли червоні зірки[356].
- 15 квітня — Харків. Кінотеатр «Росія» прибрав напис своєї назви на фасаді. Адміністрація кінотеатру повідомила, що планує проводити «ребрендинг», простіше кажучи, змінювати назву[356].
- 16 листопада — Харків. Знесено стелу на честь дружби України з РФ[414].
- 16 листопада — Київ. Невідомими знято меморіальну дошку на честь російського радянського письменника Бориса Пастернака[442].
- 18 листопада — Приютівка, Олександрійський район Кіровоградська область. За повідомленням голови Олександрійської РДА Андрія Коломійцева, прийнято рішення про демонтаж пам'ятника російському радянському дитячому письменникові-прозаїку і водночас чекістові-убивці Аркадієві Гайдару, що досі стоїть на території селища[443].
- 30 листопада — Одеса. На території Одеської воєнної академії демонтовано монумент представникові російської імператорської родини, онукові Миколи І, генералові Костянтину Романову[421].

## Опір Ленінопаду
Крім людей, які підтримують знесення пам'ятників, пов'язаних із більшовицьким минулим, є й такі, хто чинить цьому опір.

### Пам'ятники, які зрештою були демонтовані
- Новомосковськ, Дніпропетровська область. 22 лютого 2014 — Станом на 18:00 біля монумента Леніну після поширення чуток про заплановане його знесення зібралось понад тисяча осіб, серед яких переважали супротивники знесення. 23 лютого частина мешканців міста знову зібралась на захист монумента. Всупереч рішенню міськради, демонтаж пам'ятника не відбувся[444]. За повідомленням прес-служби Новомосковської міськради, «Враховуючи масовий супротив населення і з метою уникнення кровопролиття міський голова Сергій Мороз своїм розпорядженням призупинив дію рішення виконкому, яким було передбачено демонтаж пам'ятника В. І. Леніна, розташованого на однойменній площі». Свою позицію мер Новомосковська пояснив тем, що самі мешканці міста не дозволили провести демонтаж[445].
- Велика Писарівка, Сумська область. 25 лютого 2014 — Із самого ранку люди приходили до пам'ятника: хто — сфотографуватися на пам'ять, хто — захистити його, а хто — підтримати цю акцію, точилися дискусії як щодо самого пам'ятника, так і щодо політичної ситуації в країні та її минулого. Сесія селищної ради через відсутність кворуму не відбулася[446]. У ніч з 15 на 16 листопада 2014 р. даний монумент було знесено — із третьої спроби[447]. Як виявилось, монумент демонтували волонтери-націоналісти на чолі з народним депутатом України Ігорем Мірошниченком[448].
- Пологи, Запорізька область. Після дискусій пам'ятник Леніну залишено[джерело?][449].
- Довго тривали дискусії навколо пам'ятника Леніну на площі Свободи у Харкові. Вперше питання про знесення найбільшого в Україні монумента постало у 1992 році. Тоді патріотично налаштована громадськість міста принесла до підніжжя пам'ятника символічний вінок з колючого дроту.[450] Архівні відеоматеріали свідчать, що вже тоді значна частина харків'ян підтримувала ідею демонтажу монумента.[451] Знову повернулися до теми знесення пам'ятника за часів президентства Віктора Ющенка. Провідну роль у цьому процесі відіграла харківська обласна організація ВО "Свобода". Першу офіційну заяву про намір знести пам'ятник Леніну у Харкові «свободівці» зробили навесні 2009 року.[452] Наступні заяви лунали вже за часів президентства Віктора Януковича. Зокрема, у квітні 2013 р. напередодні опозиційної акції «Вставай, Україно!» у Харкові, з'явилася інформація про можливі наміри націоналістів підірвати пам'ятник. Опозиція зазначену інформацію спростувала.[453] Проте під час зазначеної акції лідер ВО «Свобода» Олег Тягнибок пообіцяв знести Леніна в законодавчо встановленому порядку.[454] Ще раніше (у лютому 2013 р.) відомий своїми прорадянськими поглядами мер Харкова Геннадій Кернес погрожував нардепу від ВО «Свобода» Ігорю Мірошниченку «заламати дві руки і дві ноги» за спробу знести пам'ятник Леніну у Харкові.[455][456] Мірошниченко виклик прийняв, і у вересні 2014 р. був присутнім на знесенні пам'ятника.[457] Пізніше повалення пам'ятника схвалив також і Президент — Петро Порошенко.[458] Незважаючи на все це, Кернес вже наступного дня після повалення пам'ятника назвав його знесення «варварським руйнуванням» і пообіцяв відновити монумент.[459] Згодом у середині жовтня Кернес ще раз підтвердив цей намір.[460] У свою чергу, голова Харківської ОДА Ігор Балута наполягав, що пам'ятник Леніну знесено законно.[461] Голова ОДА відкинув можливість відновлення знесеного монумента.[462] Заяви ж Кернеса про намір відновити Леніна Балута назвав передвиборчим піаром.[463] 24 жовтня 2014 р. Харківський окружний адміністративний суд відхилив клопотання Харківської міськради про призупинення розпорядження про демонтаж пам'ятника Леніну.[464] 19 листопада 2014 р. Харківський апеляційний адміністративний суд залишив без задоволення апеляційну скаргу Харківської міської ради з цього приводу.[465] Однак 24 листопада 2014 р. Харківський окружний адміністративний суд частково задовольнив позов Харківської міськради — визнав розпорядження Ігоря Балути незаконним (в частині вжиття заходів щодо демонтажу пам'ятника).[466] Обидві сторони одразу ж заявили про намір подати апеляцію.[467] 2 лютого 2015 р. Харківський апеляційний адміністративний суд задовольнив скаргу Харківської міськради. Згідно з рішенням суду, Харківська ОДА повинна пред'явити документи, які свідчать про те, що пам'ятник Леніну на момент знесення втратив статус об'єкта охорони. Крім того, суд визначив вимагати у Харківської ОДА документи, на підставі яких виконувалося розпорядження про демонтаж і про виключення пам'ятника Леніну з Державного реєстру пам'яток України.[468] 5 березня 2015 р. сторони нарешті змогли надати документи, витребувані судом раніше. Однак рішення у справі по суті так і не було прийнято. Перебіг засідання виявив, що колегії суддів потрібна ще низка документів. Перш за все, ані Харківська ОДА, ані Харківська міськрада не змогли отримати дані з Фонду державного майна про те, належить пам'ятник державі або перебуває у комунальній власності міста. Тому суд вирішив, що без такої інформації остаточний вердикт винести неможливо. Крім того, судді засумнівалися в тому, чи може Харківська міськрада представляти інтереси територіальної громади міста. Згідно Закону України «Про місцеве самоврядування» міськрада і територіальна громада є різними об'єктами системи самоврядування. Тому до наступного засідання в мерії зобов'язані надати документ, який доведе, що міськрада має право обстоювати інтереси громади. На думку директора Юридичного департаменту Харківської ОДА Дениса Дудника, дані з Фонду держмайна з про право власності на повалений монумент можуть стати вирішальними в розгляді питання про демонтаж пам'ятника. Бо ж Харківська міськрада наполягає, що повалений пам'ятник знаходиться у комунальній власності міста. Якщо ж з'ясується, що пам'ятник належить державі, власне позов Харківської міськради втрачає сенс.[469] 31 березня 2015 р. на черговому судовому засіданні суд витребував у Харківської міської ради документи про передачу пам'ятника з державної у комунальну власність. За словами заступника директора Юридичного департаменту Костянтина Прокоп'єва, Харківська міська рада отримала письмову інформацію від регіонального відділення Фонду державного майна України в Харківській області про те, що пам'ятник на балансі цього фонду не знаходиться і не перебуває в Єдиному реєстрі об'єктів державної власності. Цю інформацію міськрада надала в суд. При цьому суд не зажадав від представників відповідача (облдержадміністрації) пред'явити документи про приналежність цього пам'ятника державі із зазначенням органу, який повинен від імені держави управляти цим пам'ятником. Суд знову не виніс рішення у справі по суті і вчергове відтремінував його.[470] Нарешті, 7 квітня 2015 р. Харківський апеляційний адміністративний суд виніс своє остаточне рішення. Суд відмовив Харківській міській раді у вимозі визнати незаконним розпорядження екс-голови Харківської облдержадміністрації Ігоря Балути про знесення пам'ятника Леніну на пл. Свободи. За словами заступника директора Юридичного департаменту Харківської мерії Костянтина Прокоп'єва, міськрада звертатиметься до Вищого адміністративного суду з касаційною скаргою на рішення апеляційного суду.[471]

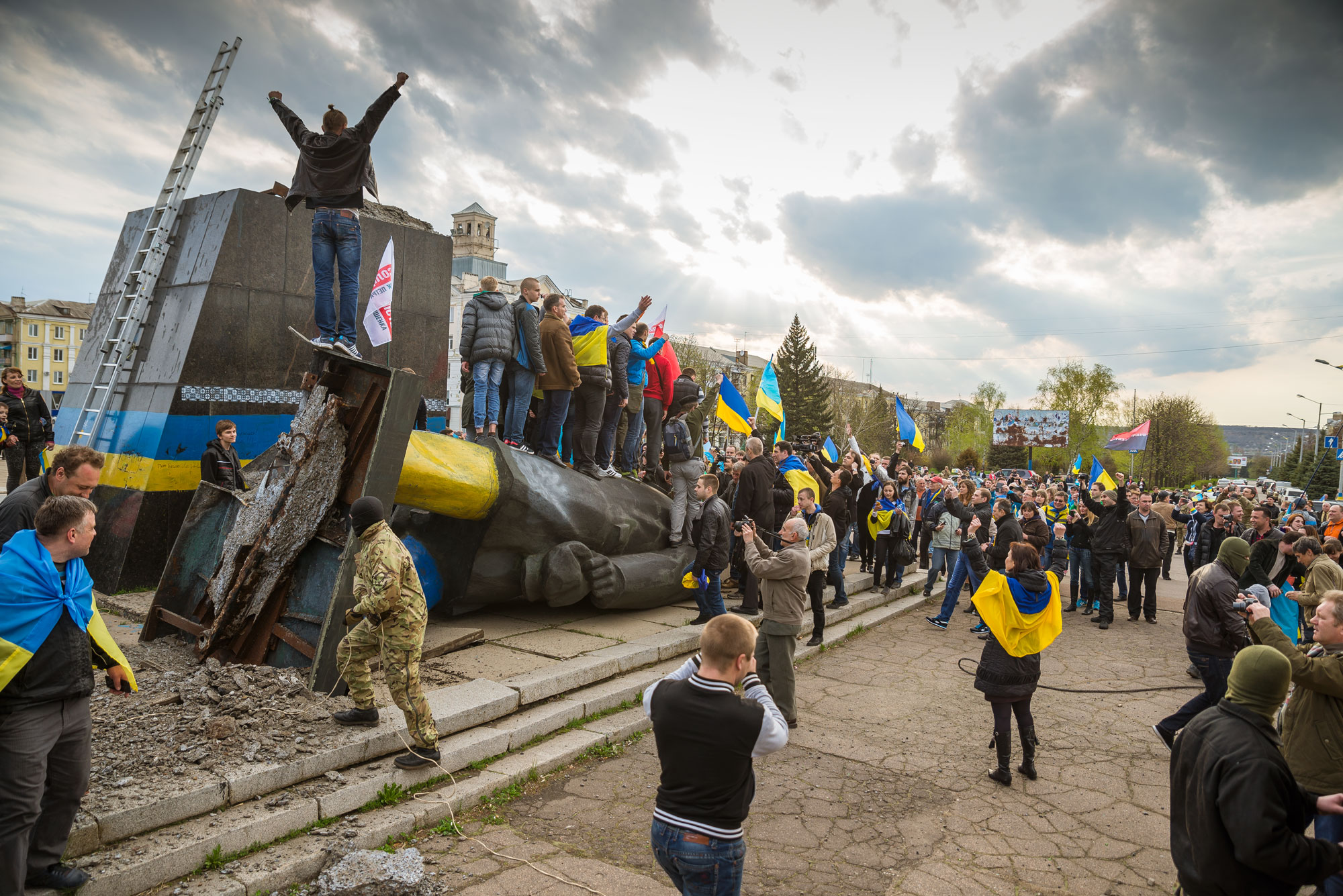
Повалення пам'ятника В. І. Леніну у Краматорську

- Краматорськ, Донецька область. Пам'ятник Леніну спершу було залишено: у липні, одразу після визволення міста від терористів так званої «ДНР», місцеві активісти намагалися знести монумент. Одначе українські військові не дали їм цього зробити.[472] У серпні 2014 р. пам'ятник намагалися знести комунальники, на підставі рішення місцевої влади. Але він виявився заміцним для найпотужнішого у місті крана. Оскільки у місті не було потужнішої техніки, демонтаж вирішили відкласти.[473] Пізніше постамент пам'ятника розмалювали у національні кольори.[474] 17 квітня 2015 року, під час 4-тисячної ходи «Краматорськ — це Україна», пам'ятник вождю нарешті було повалено за допомогою вантажівки.[475]
- Слов'янськ, Донецька область. Після звільнення міста від терористів так званої «ДНР» питання повалення пам'ятника Леніну підняли місцеві патріоти[476]. 11 січня 2015 р. на традиційному недільному віче вони висловилися за знесення пам'ятника до Дня Соборності — 22 січня.[477] Знесений монумент запропонували продати на аукціоні.[478] За допомогою активісти звернулися до українських військових, однак ті не допомогли, а власними силами громада знести монумент не змогла.[479][480] Натомість іще через тиждень на центральну площу міста вийшло кілька «захисників» пам'ятника з вимогою його не чіпати.[481] 3 червня 2015 р. ідол таки не встояв — рано вранці активісти «Правого сектора» знесли його[482]
- Очаків, Миколаївська область. 25 лютого 2014 р. у місті було підбито підсумки анкетування мешканців стосовно демонтажу пам'ятника Леніну. Зі 1572 осіб, що взяли участь в опитуванні, 1505 осіб висловились проти демонтажу[483]. Тим не менш, 17 червня 2015 р. комунальні служби міста демонтували пам'ятник — на виконання закону про засудження комуністичного режиму.[130]
- Валки, Харківська область. 28 січня 2015 р. близько 30 молодих людей у балаклавах спробували знести пам'ятник Леніну на центральній площі. Однак їм завадила міліція і представники місцевої влади. Патріоти взяли з місцевої влади обіцянку розглянути питання офіційного демонтажу пам'ятника, після чого поїхали.[484][485]. 21 червня 2015 р. пам'ятник Леніну зруйнували.
- Генічеськ, Херсонська область. 23 лютого 2014 — Після поширення чуток про планований «приїзд бандерівців» для знесення монумента, на захист пам'ятника вийшло 50 осіб за закликом головного комуніста району С. Мухіна[486]. 1 березня тимчасовий виконувач обов'язків міського голови Юрій Кукса повідомив, що 25 лютого на позачерговій сесії депутатами міськради було прийнято рішення провести цього дня громадські слухання щодо подальшої долі монумента. О 14:00, біля будівлі РДА слухання відбулись: більшість присутніх підняли руки, аби монумент не зносили[487]. Втім, 17 січня 2015 р. місцева влада ухвалила рішення таки демонтувати пам'ятника Леніну. Підтримали цю ідею в тому числі й місцеві комуністи.[488]. Леніна демонтували 16 липня 2015, виконуючи закон про декомунізацію.
- Синельникове, Дніпропетровська область. кінець лютого — початок березня 2014 — в сезон «ленінопаду» пам'ятник Леніну намагались знести, але «перемогли прихильники того, аби його залишити».[489]. Як повідомила прес-служба міської ради Синельникового, міськрада попередньо ініціювала опитування мешканців міста, за яким проти знесення виступили 5246 містян (64 % опитаних). «За» проголосовали 2399 синельниківців (29 %). Не визначились 568 осіб (7 %). Тому Ілліча у Синельниковому на центральній площі міста було вирішено залишити. Комунальники мали перевірити технічний стан монумента і за необхідності — відремонтувати його[490]. Але врешті решт 6 листопада 2015 року синельниківский пам'ятник Леніну було знято з постаменту, але поставлено поруч з ним. А два дні потому пам'ятник було остаточно прибрано[226].
- Скадовськ, Херсонська область. 4 вересня 2014 — Скадовський районний суд Херсона відмовив місцевій самообороні, жителям і депутатам міської ради у задоволенні позову щодо демонтажу пам'ятника Лєніну в Скадовську Херсонської області. Про це йдеться у повідомленні прес-служби Скадовского районного комітету Комуністичної партії[491][492]. За повідомленнями активістів «Правого сектора» місцева влада, а також міліціянти разом з озброєними молодиками перешкоджали їм у спробах самостійно знести пам'ятник.[493]. Монумент було таки демонтовано 8 грудня 2015 р.
- Приморськ, Запорізька область. 18 грудня 2015 року спроба зняти місцевого Леніна з допомогою під'йомного крану виявилась невдалою, так як кран просто не зміг підняти пам'ятник з постаменту. На 21 грудня була призначена друга спроба зняття Леніна з постаменту але невдалою виявилась і вона.[494]. Третій кран подужав зняти постамент, який наостанок обірвав трос і на ньому. Демонтовано 29 грудня 2015 року.[263]
- Запоріжжя. 17 березня 2016 року о 13:15 було демонтовано центральний міський пам'ятник Леніну. Роботи з демонтажу тривали 30 годин, адже було вирішено відпиляти статую від гранітного постаменту алмазним тросом, останній декілька разів рвався що додатково сповільнювало роботи. До 17.03.16 цей пам'ятник був найбільшим на неокупованій території Україні. Через це можливості його знести без спецтехніки практично не було. У жовтні 2014 р. пам'ятник одягнули у величезну вишиванку. За задумом ініціаторів, це мало б врятувати величезний монумент від знесення. Одначе патріотично налаштованих активістів це не зупинило. На початку 2015 р. у мережі з'явилась інформація, що активісти виражають готовність оплатити роботи з демонтажу пам'ятника (оренду крана й роботу фахівців). Імовірно, виходячи з цих подій наприкінці січня 2015 р. місцева влада вирішила додатково обгородити монумент. 31 січня місцеві патріоти після велелюдного мітингу вчинили спробу знести пам'ятник, але їм завадила міліція. Більше того, понад 100 активістів — прихильників знесення пам'ятника було затримано. Місцеві патріоти тоді дали владі тиждень, аби вона самостійно демонтувала ідола. В іншому випадку обіцяли прийти знову і бути «більш рішучими».

### Пам'ятники, які залишились стояти або були відновлені
На території, контрольованій Україною:
- Барвінкове, Харківська область. 26 лютого 2014 — на XXXVII сесії Барвінківської міської ради VI скликання депутати прийняли рішення відмовити в демонтуванні пам'ятника. За словами в.о. голови райдержадміністрації, зараз об'єкт охороняється[495].
- Лиманське, Роздільнянський район, Одеська область. Декілька ночей «захисники» чергували біля одного з пам'ятників Леніну після невдалої спроби знести його невідомими. 26 січня 2015 р. ленінопад дістався і Лиманського[496], але був знесейни бюст Леніну, а не пам'ятник, який захищали.
- Талалаївка, Чернігівська область. кінець лютого — початок березня 2014 — За інформацією із вебсайту КПУ, українські патріоти ухвалили рішення звалити пам'ятник Леніну в райцентрі. Автомобільний кран спробував демонтувати бронзову фігуру. Але спроба виявилася невдалою. Тоді українські активісти постягували на постамент автомобільні шини і підпалили[497].
- Ушомир, Коростенський район, Житомирська область. 6 липня 2014 — Мешканці села (близько 20 осіб), обурені намірами представників ВО «Свобода» зруйнувати пам'ятник В. І. Леніну, завадили у знесенні монумента[498].
- Веселе, Запорізька область. Місцеві комуністи відновили нещодавно знесеного Лєніна.[499]
- Семенівка, Чернігівська область. Літо 2015 року. Місцеві комуністи відновили нещодавно знесеного Лєніна.[500]

На окупованій території:
- Стаханов, Луганщина. 24 лютого біля пам'ятника Леніну до півночі стояли його «захисники», однак, не дочекавшись опонентів, розійшлись додому[501].
- Ялта, Крим. Пам'ятник Леніну залишено.
- Зуя, Крим. Влада Криму відновила пам'ятник Леніна, з яким асоціюється відома пародія «Лєніна свалілі»[502][503][504]
- Новоазовськ, Донецька область. Російські окупанти і незаконні збройні формування ДНР відновили пам'ятник, знесений в серпні 2014 р.[505]